# ГЕС Fēiláixiá
ГЕС Fēiláixiá (飞来峡水利枢纽) — гідроелектростанція на півдні Китаю у провінції Гуандун. Використовує ресурс із річки Бейцзян – однієї зі складових річкової системи  Чжуцзян, яка завершується у Південно-Китайському морі між Гуанчжоу та Гонконгом.
В межах проекту долину річки перекрили комбінованою греблею, котра складається із розташованої у руслі бетонної гравітаційної секції висотою 52 метра та довжиною 285 метрів і прилягаючої до неї праворуч земляної ділянки довжиною 1826 метрів. Разом із земляною дамбою висотою 27 метрів та довжиною 539 метрів, вона утримує водосховище з площею поверхні 72 км2 та об’ємом 1,9 млрд м3, в якому припустиме коливання рівня у операційному режимі між позначками 18 та 24 метра НРМ (під час повені – до 31,2 метра НРМ). 
Інтегрований у греблю машинний зал обладнали чотирма бульбовими турбіами потужністю по 35 МВт, які забезпечують виробництво 555 млн кВт-год електроенергії на рік. 
У складі комплексу наявний прокладений по лівобережжю канал довжиною 2,8 км із облаштованим у ньому судноплавним шлюзом з розмірами камери 190х16 метрів.